# Jan Adam (výtvarník)
Jan Adam (* 6. května 1948, Liberec) je malíř a sklářský výtvarník. V letech 1980–1983 byl designérem firmy Rosenthal, Spolupracoval se švýcarským architektonickým ateliérem Herzog & de Meuron, je majitelem sklářské huti Jan Adam Glasstudios.

## Život
Pochází z liberecké česko-německé rodiny. Jeho dědeček byl zahradník a zabýval se návrhy zeleně pro městské parky a náměstí. Po maturitě na gymnáziu v Liberci Janu Adamovi doporučil Jan Schmid, sám absolvent sklářského ateliéru Josefa Kaplického, aby se přihlásil ke studiu na Vysoké škole uměleckoprůmyslové v Praze. Přestože neměl žádnou předchozí zkušenost se sklem, byl jako talentovaný kreslíř roku 1968 přijat ke studiu v ateliéru prof. Stanislava Libenského. Již během studia dostal možnost realizovat zakázku do architektury. Po ukončení studia získal další veřejné zakázky, usadil se v Praze a založil zde rodinu.
V roce 1980 emigroval z bývalého Československa se ženou a synem do Německa. Po jeho výstavě v Mnichově ho oslovila firma Rosenthal a v letech 1980–1983 byl jejím designérem v Selbu. Seznámil se zde s řadou světoznámých výtvarníků, jako Tapio Wirkkala, Falco Falci, Michael Boehm, Herta Bengtson, Björn Winblat nebo Otto Herbert Hajek. V letech 1983–1988 žil se svou druhou ženou v Oberstaufenu v Allgäu, kde založil vlastní sklářskou huť na foukané sklo.
Po roce 1989 se vrátil do Československa. Od roku 1992 měl sklářské studio v Hamburku a v letech 1997–1998 zde vyučoval na Hochschule für bildende Künste. Roku 1994 získal šestiměsíční stipendium v USA. Spolupracoval s německými architekty i ateliérem Herzog & de Meuron z Basileje, který ho přizval k projektu Fünf Hofe v Mnichově. Cestuje mezi Německem a Českou republikou, kde má v Jáchymově sklářský ateliér.
Roku 1993 obdržel prestižní Danner-Preis za umění a řemesla (Mnichov) a Karl-Schneider Preis města Hamburg. Získal ocenění také v USA.

## Dílo
Již během posledního ročníku studia měl Jan Adam možnost zhotovit broušený objekt pro matriční úřad v Bardejově a krátce po ukončení studia získal zakázky na okna a světla pro pražský hotel U Tří pštrosů a pro lázně v Poděbradech. Ve své vlastní ateliérové tvorbě se zprvu věnoval malbě barevnými emaily na válcovité „vázy“, které vnímal jako malířské plátno svinuté v prostoru. Jeho malby nebyly pouze dekorem skla a nebyly určeny k sériové výrobě. Svou uvolněností, smyslností a expresivitou se odlišovaly od tvorby jeho současníků a brzy upoutaly zájem odborníků a dostaly se do významných světových sbírek skla.
Jako designér firmy Rosenthal byl autorem uměleckého skla vyráběného v malých sériích („Marina“), nebo např. nápojové soupravy „Tango“. Po třech letech se rozhodl odejít a věnovat se vlastní volné tvorbě. Založil sklářskou huť, kde se zprvu sám musel naučit foukat sklo, ale později tento obor opustil. Po pádu komunistického režimu v roce 1989 se vrátil do Československa a od roku 1990 se věnoval převážně tavení skla ve formě. Z barevných prvků ztavených do formy pak slepuje třírozměrné kompozice, připomínající zahradní architekturu. Vytváří také objekty z taveného skla technikou pâte-de-verre. Jeho mísy a vázy často připomínají sochy z ledu nebo křišťálu. Jsou variacemi na klasické nádoby, ale nejsou primárně určeny jako užitkové. Roku 1991 se zúčastnil Interglass sympozia v Novém Boru souborem objektů z malovaných plochých skel, spojených jako sendvič do prostorového útvaru symbolizujícího vázu.
V Hamburku se věnoval především sklu lehanému do formy a zdobenému emaily a řezáním. Spolupracoval s architekty jako Meinhard von Gerkan nebo Hadi Teherani Architects. Od nich dostal doporučení k basilejské architektonické firmě Herzog & de Meuron. Od té dostal zadání opticky zvětšit prostor při jednom ze vstupů v mnichovském projektu vzájemně propojených vnitrobloků Fümf Höfe. Během pobytu v USA (1994) experimentoval se ztavovanými a lehanými tlustostěnnými nádobami jednoduchých tvarů.
Jan Adam usiluje ve své tvorbě o naprostou nezávislost a dokáže sám zvládat celý proces sklářské tvorby, od stavby vlastních elektrických pecí až po různé technologie zpracování skla. Tuto zkušenost předává i svým studentům.

### Zastoupení ve sbírkách
- Corning Museum of Glass, USA
- Boijmans Van Beuningen, Rotterdam[8]
- Pinakotek der Moderne, Mnichov
- Museum für Kunst und Geverbe, Hamburk
- Kunstmuseum Düsseldorf
- Moravská galerie v Brně
- Uměleckoprůmyslové muzeum v Praze

### Realizace (výběr)
- 1975 broušený skleněný objekt, Matriční úřad v Bardejově
- 1976 skleněné vitráže a osvětlení, hotel U tří pštrosů, Praha
- 1978 osvětlovací těleso pro restauraci, Lázně Poděbrady
- 1994 skleněný sloup 7 m, Stadtcentrum Rostock, gmp architekti Gerkan, Marg a partneři
- 2001–2003 skleněná mozaika a řešení vchodu, Fünf Hofe, Mnichov, pro arch. kancelář Herzog & de Meuron

### Výstavy (výběr)
- 1977 Umělecké sklo 1977, Galerie Václava Špály, Galerie Jaroslava Fragnera, galerie Platýz
- 1992 Souvztažnosti, Skleněná plastika a vitráže 1992, Dům umění města Brna
- 1992 4. Mezinárodní sklářské sympozium, Novy Bor
- 1995 Jaroslava & Antonín Votrubovi, Jan Adam, Galerie Rob Van Den Doel, Haag
- 2007/2008 České a slovenské sklo v exilu, Uměleckoprůmyslové muzeum, Brno